# شکار جادوگر گی
«شکار جادوگر گی» قسمت نخست فصل سوم مجموعه تلویزیونی کمدی اداره و در کل بیست و نهمین قسمت مجموعه است. این قسمت توسط گرگ دنیلز مدیر اجرایی تولید و شورانر مجموعه نوشته شده و کارگردانی آن را کن کواپیس بر عهده داشته‌است، این قسمت نخستین بار در ایالات متحده در ۲۱ سپتامبر ۲۰۰۶ از ان‌بی‌سی پخش شد.
این مجموعه زندگی روزمره کارمندان اداره‌ای در اسکرانتون، پنسیلوانیا در شرکت ساختگی داندر میفلین را به تصویر می‌کشد. در این قسمت، مایکل اسکات (استیو کرل) در می‌یابد که اسکار مارتینز (اسکار نونز) همجنسگراست. مایکل سعی دارد به اسکار نشان دهد که گرایش جنسی خود را قبول دارد اما در نهایت به او توهین می‌کند. همچنین مشخص شد که جیم هالپرت (جان کرازینسکی) پس از بوسیدن پم بیزلی (جینا فیشر) با انتقال به استمفورد کار خود را ادامه داد. علاوه بر این، پم نامزدی خود را با روی اندرسون (دیوید دنمان) لغو کرد.
این قسمت بوسیدن مایکل اسکات و اسکار را نشان می‌دهد. این صحنه هرگز در فیلمنامه نوشته نشده بود و به عنوان یک بداهه‌پردازی از طرف استیو کرل بود. تخمین زده می‌شود که در کل ۹٫۱ میلیون نفر این قسمت را تماشا کردند. «شکار جادوگر همجنسگرا» از منقدان بازخوردهای خوبی دریافت کرد.

## تولید
«شکار جادوگر گی» هشتمین قسمت از سریال به کارگردانی کن کواپیس بود. کواپیس قبلاً قسمت‌های «خلبان»، «روز تفاوت»، «آزار جنسی»، «آتش»، «جنگ»، «سفر قایق» و «شب کازینو» را کارگردانی کرده بود. «شکار جادوگر گی» توسط تهیه‌کننده اجرایی و شورانر گرگ دنیلز نوشته شده‌است.

## بازخوردها
«شکار جادوگر گی» نخستین بار در ۲۱ سپتامبر ۲۰۰۶ از شبکه ان‌بی‌سی پخش شد. رتبه‌بندی نیلسن برای «شکار جادوگر گی» نشان داد که تقریباً ۹٫۱ میلیون بیننده آن را تماشا کرده‌اند که نسبت به قسمت یکم فصل دوم «داندی‌ها» ۲۳ درصد افزایش داشته‌است.